# 日産・プリマスター
プリマスター（PRIMASTAR ）は、日産自動車の中型商用車で現在ヨーロッパや南アメリカなど販売されていた。生産はスペインの日産モトール・イベリカ会社。開発はほとんどルノーが行っている。

## 初代 X83型（2001年 - 2014年）
2001年に販売を開始し、2002年9月には日産自動車の工場での生産を開始した、ルノー・トラフィック（オペル・ヴィヴァーロ）とのバッジエンジニアリング車である。
2人乗りの貨物車と3列9人乗りのミニバスがあり、また、フランスなどには乗用車モデルのプリマスター AVANTOURが存在する。
貨物車、ミニバスともにハイルーフと標準ルーフがあり、ハイルーフはバックドアが観音開き、標準ルーフはハッチと観音開きのどちらも選ぶことができるほか、ショートボディーとロングボディーの2種類が存在する（ただし、ミニバスでショートボディーを選択すると、シートの足元空間が縮小する）。さらに、ミニバスの一部グレードおよびAVANTOURはホイールのデザインが乗用車風のものに変更されている。
2014年、後継車種「NV300」の登場により、モデル廃止。
SHIFT_ワードは欧州におけるキュビスターやインタースター、および日本の商用車各車種と同じSHIFT_businessであった。

## 関連事項
- ルノー・トラフィック
- オペル・ヴィヴァーロ
- 三菱・エクスプレス
- 日産・キュビスター
- 日産・インタースター